# 陶贞一
陶贞一（1676年8月3日—1743年2月25日），字骏文，又字改之，号骏文，又号退庵。清朝江苏常熟人。
陶元淳长子。康熙十五年六月二十四日出生。康熙五十一年（1712年）壬辰科进士，授编修。不習慣官場文化，不久以养母乞归。雍正初年，荐修《明史》。卒于乾隆八年二月初二日，享年六十八。有《退庵文集》。